# Iso-Kalla

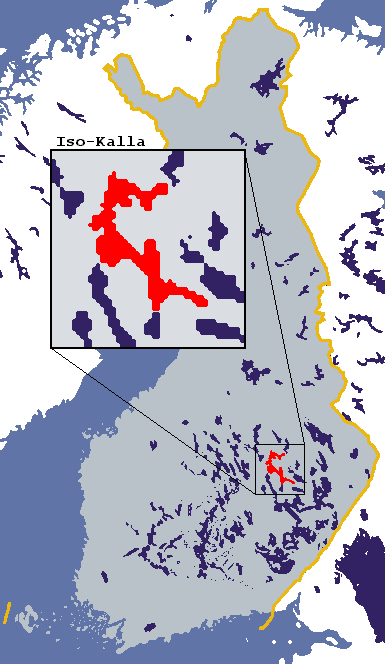
Lage des Iso-Kalla-Seensystems in Finnland

Iso-Kalla ist ein Seensystem in der finnischen Region Savo. Es hat eine Gesamtfläche von 890 km² und besteht aus mehreren Seen, die durch Sunde miteinander verbunden sind. Der Iso-Kalla ist wiederum ein Teil des großen Gewässersystems, das durch den Vuoksi-Fluss entwässert wird.
Die wichtigsten Seen des Iso-Kalla sind:
- der zentrale See Kallavesi
- der See Suvasvesi, den der Sund Vehmersalmi im Südosten mit dem Kallavesi verbindet
- die Seen Juurusvesi, Muuruvesi und Melavesi, die der Sund Jännevirta mit dem mittleren Teil des Kallavesi verbindet
- der See Riistavesi, den der Sund Susivirta mit dem südlichen Teil des Melavesi verbindet.

Im Bereich des Iso-Kalla befinden sich die Städte Juankoski, Kuopio und Nilsiä sowie die Gemeinden Leppävirta und Siilinjärvi.
Koordinaten: 62° 52′ 0″ N, 27° 44′ 0″ O